# Elena Lasconi
Elena-Valerica Lasconi (născută Lăsconi; n. 20 aprilie 1972, Hațeg, România) este o politiciană și fostă jurnalistă româncă. La 26 iunie 2024 a devenit președinta Uniunii Salvați România (USR), după ce a câștigat alegerile interne cu 68,14% din voturi, devansând alți candidați, precum Cristian Seidler și Radu Hossu. În discursul său, Lasconi a subliniat nevoia de reconstrucție a partidului și de consolidare a democrației în România.
Din 2020 este primarul municipiului Câmpulung, județul Argeș, funcție pe care a câștigat-o ca reprezentantă a USR, iar ulterior a obținut un nou mandat în alegerile locale din 2024. Înainte de a intra în politică, a avut o carieră de peste două decenii în televiziune, lucrând ca prezentatoare și corespondentă la Pro TV între 1995 și 2019.
Elena Lasconi a fost desemnată candidata USR pentru alegerile prezidențiale din 2024, în urma unui proces intern. În acest context, a primit atât sprijinul lui Ludovic Orban și al alianței conduse de acesta, mai precis Alianța Forțelor de Dreapta Liberal-Conservatoare (AFDLC), cât și al partidului Reînnoim Proiectul European al României (REPER) fondat de Dacian Cioloș. În urma votului, aceasta a intrat în turul al doilea, alături de Călin Georgescu.

## Biografie

### Cariera în mass-media
Elena Lasconi a avut o carieră diversificată înainte de a intra în politică. De profesie economist, aceasta și-a început activitatea profesională în mass-media, lucrând la posturi locale de radio din județul Hunedoara. Primul său loc de muncă a fost la Radio T5ABC din Hațeg, unde a fost crainică și DJ, dedicându-se emisiunilor tematice de muzică rock, incluzând trupe ca Pink Floyd și Dire Straits. Ulterior, și-a continuat activitatea în radio la două posturi locale din Deva și Petroșani, ambele afiliate Radio 21 (actualmente Virgin Radio România).
Lasconi și-a construit o reputație notabilă în televiziune, lucrând timp de 25 de ani la Pro TV, începând cu 1995, ca prezentatoare, reporteriță și corespondentă. Ca reporter, a transmis informații din teren de la cutremurul din Turcia din 1999, și din conflictul din Afganistan.

## Cariera politică
Lasconi a fost șefă de cabinet a deputatului PD Ioan Timiș la sediul acestuia din Hațeg de la 22 de ani (1994) și înainte de 1996 și a se angaja la ProTV.

### Primar al municipiului Câmpulung Muscel

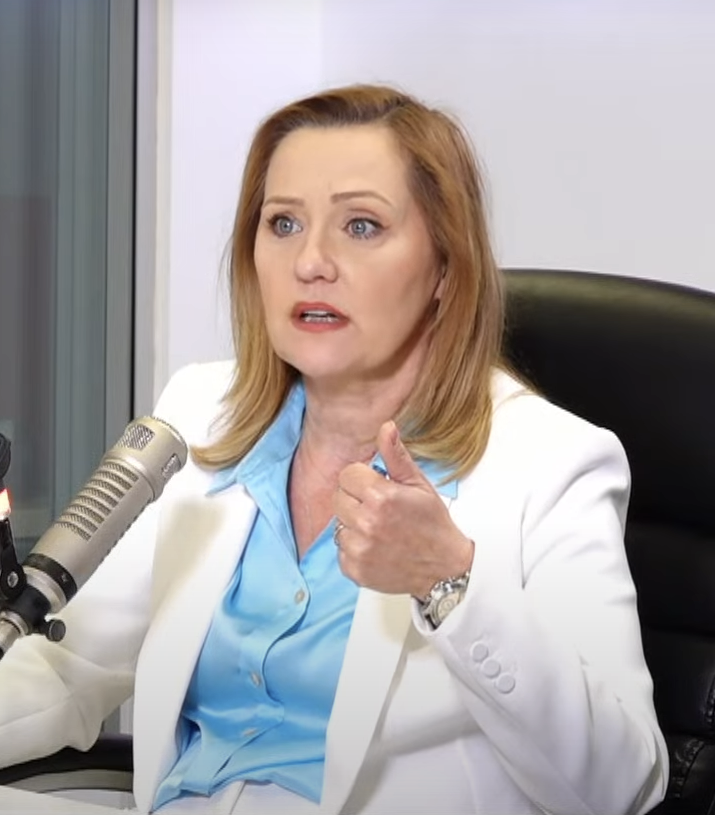
Elena Lasconi, interviu Europa FM, pe 3 octombrie 2024

În 2018 s-a alăturat Uniunii Salvați România (USR), partid sub egida căruia a candidat în 2020 pentru funcția de primar al municipiului Câmpulung Muscel, județul Argeș. A câștigat surprinzător mandatul, iar activitatea din cei patru ani i-au adus o realegere fără probleme la alegerile din iunie 2024. Pentru gestionarea orașului, a fost inclusă de revista Capital în Top 100 Femei de Succes, ediția 2024. Deși a susținut în campania electorală că a atras fonduri europene în valoare de peste 500 de milioane de lei, mai mult decât bugetul orașului pe 40 de ani, site-ul de fact-checking Factual a arătat că aceasta este o exagerare majoră, fondurile atrase fiind de circa 35 de milioane de lei — dar tot semnificativ mai mult decât în mandatele primarilor anteriori.

#### Inițiative ca primar
Elena Lasconi, primarul municipiului Câmpulung Muscel, a implementat inițiative semnificative în timpul mandatului său, obținând peste 100 de milioane de lei din PNRR pentru dezvoltarea orașului. Printre realizările notabile se numără extinderea rețelei de apă și canalizare cu 40 km, finalizarea unei secții noi de oncologie la Spitalul Municipal și extinderea rețelei de gaze cu peste 30 km fără utilizarea fondurilor locale. De asemenea, a inițiat amenajarea a peste 100.000 de metri pătrați de spații verzi și locuri de joacă, contribuind astfel la îmbunătățirea calității vieții locuitorilor.

### Candidatura la alegerile prezidențiale din 2024
Înaintea alegerilor europarlamentare din 2024, Lasconi a deschis temporar lista USR, însă s-a retras după dezvăluirea că a votat DA la referendumul pentru familia tradițională și în urma cererii lui Cătălin Drulă, președintele partidului.
Pe plan politic, ascensiunea sa a culminat în 2024, când a devenit președinta USR și candidata oficială a partidului la alegerile prezidențiale din acel an. Conform EuroNews România, în campanie, ea a insistat pentru: apărarea democrației și a statului de drept; îmbunătățirea sistemului de educație, pentru a pregăti elevii pentru „viața reală”; asigurarea unui sistem de sănătate în care pacienții să fie tratați cu respect; asigurarea unor venituri decente pentru românii care muncesc corect; și consolidarea relațiilor României cu NATO și Uniunea Europeană. Lasconi a reușit să devanseze candidați importanți, inclusiv pe Marcel Ciolacu, în turul întâi al alegerilor prezidențiale. Cu câteva zile înaintea turului întâi, în timpul unei dezbateri prezidențiale, contracandidatul Ludovic Orban își anunța retragerea din cursă și sprijinul pentru aceasta. La momentul respectiv Lasconi cerea sprijinul și altor forțe de centru-dreapta, precum REPER sau Vlad Gheorghe.

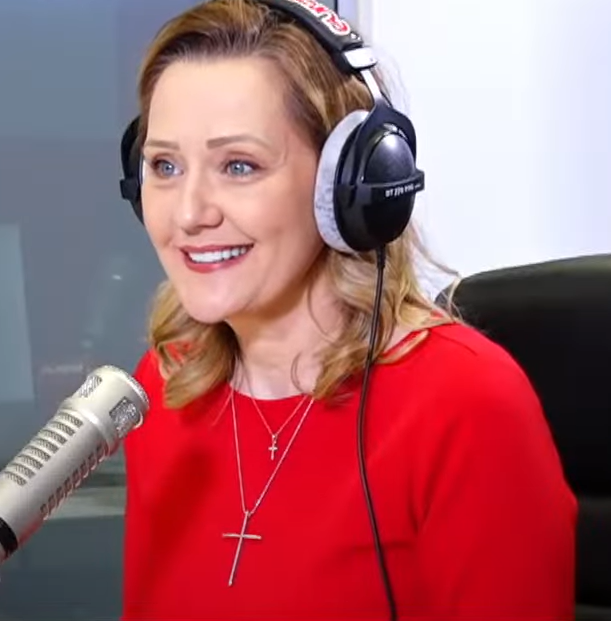
Elena Lasconi într-un interviu la Europa FM, pe 20 noiembrie 2024

Elena Lasconi și Călin Georgescu urmau să se confruntă în turul doi al alegerilor prezidențiale din 2024, programat pentru 8 decembrie, dar alegerile au fost anulate după ce se vota deja în diasporă. În primul tur, Lasconi a obținut 19,18% din voturi, în timp ce Georgescu a surprins printr-o clasare pe locul întâi cu 22,94%. Campania Elenei Lasconi s-a concentrat pe reforme sociale și economice, promovând un program axat pe creșterea veniturilor și acces egal la educație și sănătate, în timp ce Georgescu a propus un model economic bazat pe suveranism și distributism. Deși în precampanie și înaintea turul întâi al alegerilor îl dorea pe Ilie Bolojan ca premier, după alegerile parlamentare și înaintea turului al doilea declară că PSD este „îndreptățit să dea premierul”, obținând susținerea lui Marcel Ciolacu și a partidului acestuia.
În timpul campaniei pentru turul al doilea patru sondaje o dădeau pierzătoare, iar alte două câștigătoare în fața contracandidatului Georgescu.
Într-un sondaj IRES realizat în perioada 17 – 20 decembrie 2024 prin telefon, 60% dintre respondenți consideră că anularea alegerilor prezidențiale a fost o decizie proastă a Curții Constituționale a României. Dintre cei care ar fi mers în turul 2 să voteze, 37% ar fi votat cu Lasconi, iar 63% cu Georgescu. Volumul eșantionului a fost de 964 respondenți, iar eroarea maximă tolerată este de 3,2%.

### Candidatura la alegerile prezidențiale din 2025
Lasconi și-a depus candidatura pentru noile alegeri din partea USR, mizând atât pe valori progresiste, cât și tradiționale, însă pe parcurs a pierdut sprijinul conducerii partidului, care s-a orientat spre sprijinul fondatorului partidului, candidatul independent Nicușor Dan. Lasconi și-a continuat campania în ciuda neînțelegerilor din partid. De-a lungul campaniei, s-a concentrat să-l pună pe contracandidatul său Nicușor Dan într-o poziție defavorabilă și s-a adresat în special electoratului feminin.
La alegerile prezidențiale din 4 mai 2025, Lasconi a obținut 2,68% din voturi.
În urma acestui rezultat sub așteptări, și-a dat demisia de la conducerea USR pe 5 mai 2025.

## Critici și controverse
Elena Lasconi a fost subiectul unor reacții publice și critici, în special legate de scandalul familial privind poziția sa asupra „familiei tradiționale”. Fiica sa, Oana, membră a comunității LGBT, s-a dezis de ea, exprimându-și dezamăgirea și acuzând-o de homofobie, ceea ce a generat controverse în spațiul public. De asemenea, Lasconi a fost criticată de PSD pentru angajarea soțului său în partid, acuzând-o de nepotism. Lasconi a explicat că soțul său s-a angajat în urma unui anunț public. Primăria condusă de ea a fost implicată într-o anchetă in rem a Parchetului European legată de utilizarea fondurilor europene, despre care a susținut că este un atac politic din partea PSD.
În septembrie 2024 Lasconi a avut o declarație controversată despre românii din diaspora dezbătută și criticată, spunând că ea este: „loială, nu sunt o trădătoare și iubesc țara asta pentru că cel mai simplu lucru este să-ți iei un bilet și să pleci în altă parte”. Ulterior, a afirmat că se referea doar la ea și că ideea a fost scoasă din context”.
Lasconi a omis în CV că de fapt a urmat facultatea la Universitatea privată Ecologică Deva, fiind nevoită să dea examenul la ASE, singura universitate menționată în curriculum. Lasconi explica că în CV și-a trecut doar studiile terminate. La momentul respectiv, universitatea nu primise avizul Ministerului Educației pentru a organiza examene de licență.

## Viața personală
Ea este cunoscută pentru implicarea sa în campanii sociale, fiind ambasador al programului „Pâine și Mâine” al World Vision România. În 2013 a câștigat premiul MasterChef, donând jumătate din câștiguri pentru cauze caritabile. Este căsătorită și are o fiică. Lasconi este pasionată de gătit și consideră jurnalismul o meserie binecuvântată, având un model în viață în bunica sa.

## Opinii
Lasconi sprijină parteneriatul civil între persoane de același sex, iar în noiembrie 2024 a sprijinit chiar și adopția de copii de către persoanele de același sex.